# 더글라스 스튜어트
더글라스 K. 스튜어트 (1943년 2월 8일 -)는 미국의 초교파 복음주의 신학교인 고든 콘웰 신학교에서 구약학 교수이다. 그는 하버드 대학교에서 B.A.를 예일 대학교에서 수학하고 하바드 대학교에서 고대근동 언어학과 문학으로 Ph.D.를 받았다.